# Турецьке сідло
Турецьке сідло (лат. sella turcica) — утворення в тілі клиноподібної кістки черепа людини у вигляді заглибини, що нагадує за формою сідло.

## Будова
У центрі сідла розташовується гіпофізна ямка (fossa hypophisialis), що містить гіпофіз. Спереду від ямки розташовується горбок сідла (tuberculum sellae).
Ззаду простір турецького сідла обмежено спинкою (dorsum sellae). Спинка сідла своїми латеральними частинами переходить у задні нахилені відростки (processi clinoidei posteriores), а задньою — у схил (clivus). Біля основи спинки з боків проходить сонна борозна (sulcus caroticus) — борозна, заповнена внутрішньою сонною артерією.
Турецьке сідло в нормі — у дорослих, має сагітальний (відстань між двома найвіддаленішими точками передньої і задньої стінок сідла) розмір 9-15 мм. Вертикальний розмір вимірюється за перпендикуляром, проведеним від найглибшої точки дна до міжклиноподібної лінії, яка відповідає положенню сполучнотканинної діафрагми сідла, і в нормі становить 7-13 мм. У нормі гіпофізарна ямка відокремлена від субарахноїдального простору твердою мозковою оболоною. У цьому місці тверда мозкова оболона утворює листок, що називається діафрагмою сідла (diaphragma sellae). У гіпофізарній ямці розташований гіпофіз. Гіпофіз з'єднаний з гіпоталамусом ніжкою — лійкою гіпофіза (infundibulum). У діафрагмі турецького сідла є отвір, через яке й проходить ця ніжка гіпофіза. Над ділянкою турецького сідла частково перехрещуються зорові нерви (nervi optici), і зорові тракти (tracti optici), утворюючи хіазму (chiasma opticum), яка покрита м'якою мозковою оболоною, і має такі розміри: довжина 4-10 мм, ширина 9-11 мм, товщина 5 мм. Хіазма знизу межує з діафрагмою турецького сідла, зверху (в задньому відділі) — з дном III шлуночка мозку, з боків — з внутрішніми сонними артеріями, ззаду — з лійкою гіпофіза.

## Клінічне значення
Прикріплення діафрагми, її товщина й характер отвору схильні до значних анатомічних варіацій. Діафрагма може бути недорозвиненою, з різко збільшеним отвором, через який, у порожнину сідла в різному ступені входить супраселярна цистерна — синдром так званого порожнього турецького сідла. «Порожнє» турецьке сідло не є насправді порожнім: воно заповнене ліквором, гіпофізарною тканиною, іноді в нього можуть «провисати» хіазма й зорові нерви. У 80 % випадків зустрічається переднє пролабування супраселярної цистерни.
Павутинна оболона пролабує в порожнину турецького сідла через отвір у діафрагмі в тому випадку, якщо розмір отвору перевищує 5 мм.

## Галерея

Анімація людського черепа (тім'яні й скроневі кістки видалені). Турецьке сідло позначено червоним.
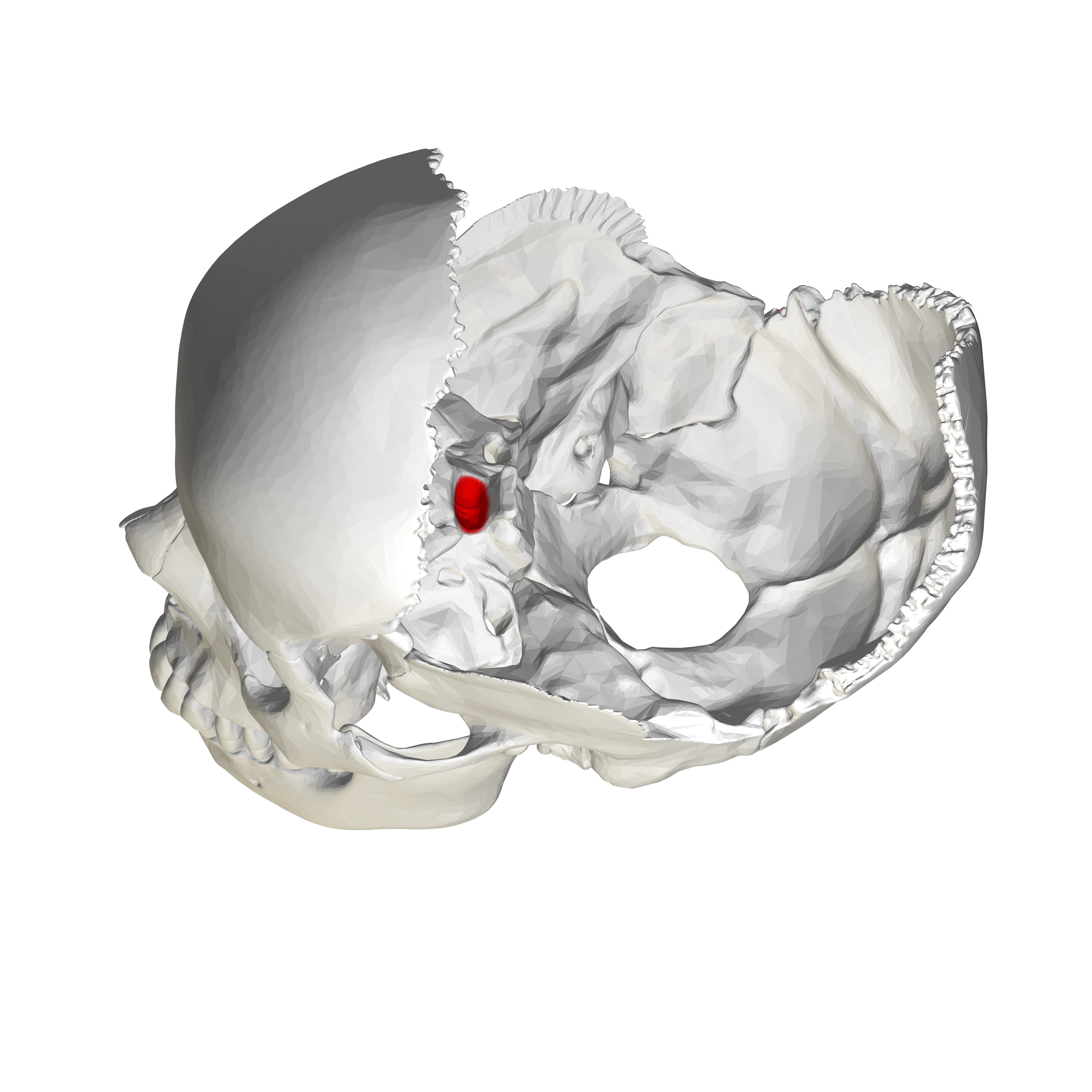
Гіпофізна ямка позначена червоним.
Клиноподібна кістка зверху. Турецьке сідло позначено червоним.
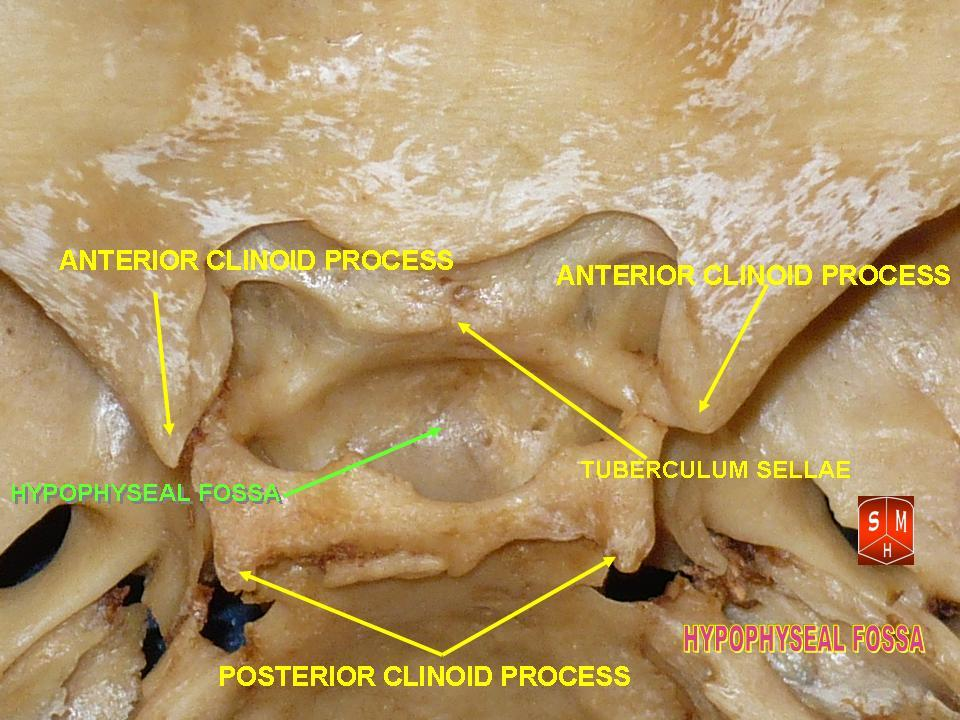
Основа черепа - турецьке сідло, горбок сідла та гіпофізна ямка